# Gärtner (cràter)

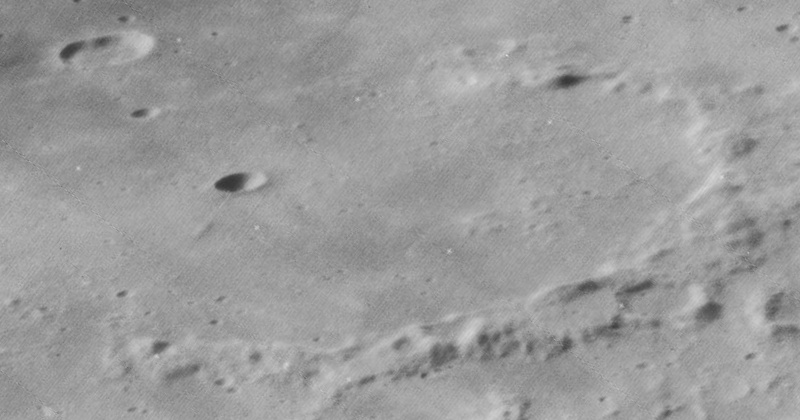
Fotografia de la missió Lunar Orbiter 4 (1967)

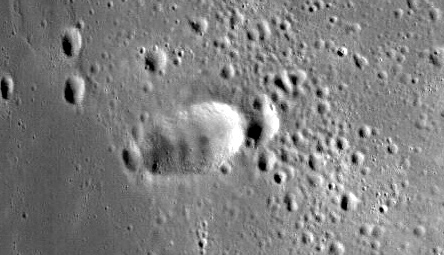
Fotografia de la missió Lunar Reconnaissance Orbiter

Gärtner és el romanent inundat de lava d'un cràter d'impacte situat en la part nord-est de la Lluna, en l'extrem nord de la Mare Frigoris. La meitat sud de la formació ha desaparegut per complet, quedant únicament una conca semicircular al costat de la vora de la mar lunar. Al nord s'hi troba el cràter Demòcrit.

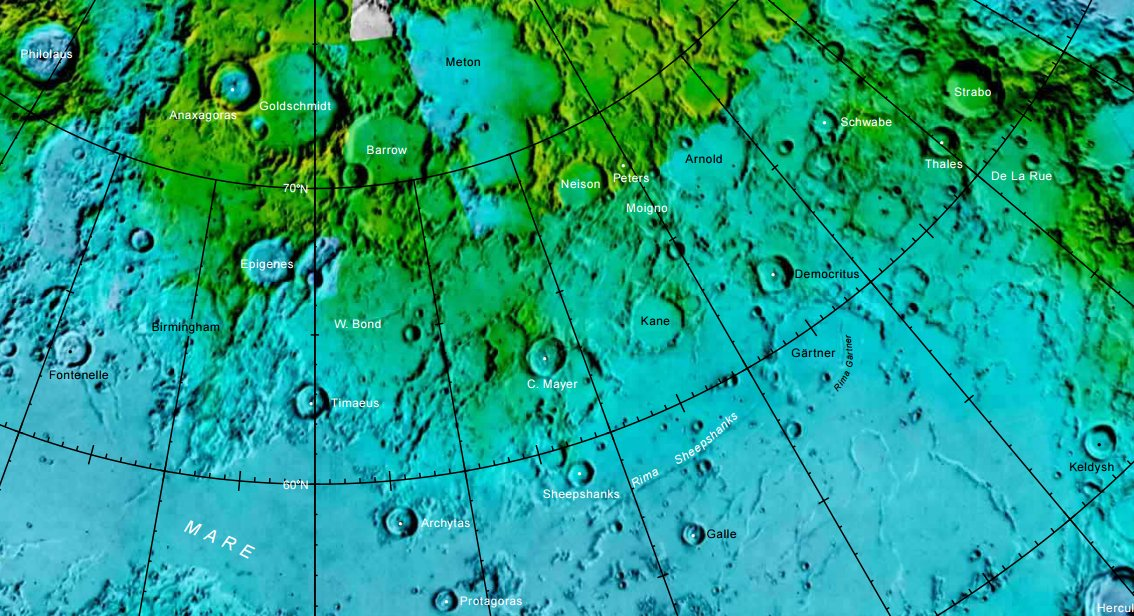
Localització de Gärtner (quadrant inferior dret). Cartografia de la missió LRO.

Les parts del brocal del cràter que han romàs estan molt desgastades i erosionades, amb nombroses osques i esquerdes formades per impactes passats. El pis té unes lleugeres elevacions en la meitat nord. Una esquerda denominada Rima Gärtner s'estén des del punt central del cràter cap la vora nord-est en una longitud total d'uns 30 quilòmetres. El petit cràter en forma de cove Gärtner D s'hi troba prop del punt central entre els dos extrems de la vora del cràter.

## Cràters satèl·lit
Per convenció aquests elements són identificats en els mapes lunars posant la lletra en el costat del punt central del cràter que està més prop de Gartner.
|         | \| Gärtner \| Coordenades \| Diàmetre \| \| ------- \| ------------------------------------ \| -------- \| \| A \| 60° 42′ N, 37° 48′ E / 60.7°N,37.8°E \| 14 km \| \| C \| 59° 24′ N, 31° 00′ E / 59.4°N,31.0°E \| 8 km \| \| D \| 58° 30′ N, 33° 54′ E / 58.5°N,33.9°E \| 8 km \| \| E \| 61° 30′ N, 43° 48′ E / 61.5°N,43.8°E \| 7 km \| \| F \| 57° 30′ N, 30° 06′ E / 57.5°N,30.1°E \| 14 km \| \| G \| 59° 30′ N, 39° 48′ E / 59.5°N,39.8°E \| 33 km \| \| M \| 55° 30′ N, 37° 00′ E / 55.5°N,37.0°E \| 11 km \| |          |
| Gärtner | Coordenades | Diàmetre |
| A       | 60° 42′ N, 37° 48′ E / 60.7°N,37.8°E | 14 km    |
| C       | 59° 24′ N, 31° 00′ E / 59.4°N,31.0°E | 8 km     |
| D       | 58° 30′ N, 33° 54′ E / 58.5°N,33.9°E | 8 km     |
| E       | 61° 30′ N, 43° 48′ E / 61.5°N,43.8°E | 7 km     |
| F       | 57° 30′ N, 30° 06′ E / 57.5°N,30.1°E | 14 km    |
| G       | 59° 30′ N, 39° 48′ E / 59.5°N,39.8°E | 33 km    |
| M       | 55° 30′ N, 37° 00′ E / 55.5°N,37.0°E | 11 km    |

### Altres referències
- (WGPSN), IAU Working Group for Planetary System Nomenclature. «Gazetteer of Planetary Nomenclature. 1:1 Million-Scale Maps of the Moon» (en anglès).  UAI / USGS, 13-02-2013. [Consulta: 6 abril 2016].
- Andersson, L. E.; Whitaker, E. A.,. NASA Catalogue of Lunar Nomenclature (en anglès).  NASA RP-1097, 1982.
- Blue, Jennifer. «Gazetteer of Planetary Nomenclature» (en anglès).  USGS, 25-07-2007. [Consulta: 2 gener 2012].
- Bussey, B.; Spudis, P.. The Clementine Atlas of the Moon (en anglès).  Nueva York: Cambridge University Press, 2004. ISBN 0-521-81528-2.
- Cocks, Elijah E.; Cocks, Josiah C.. Who's Who on the Moon: A Biographical Dictionary of Lunar Nomenclature (en anglès).  Tudor Publishers, 1995. ISBN 0-936389-27-3.
- McDowell, Jonathan. «Lunar Nomenclature» (en anglès).   Jonathan's Space Report, 15-07-2007. [Consulta: 2 gener 2012].
- Menzel, D. H.; Minnaert, M.; Levin, B.; Dollfus, A.; Bell, B. «Report on Lunar Nomenclature by The Working Group of Commission 17 of the IAU» (en anglès). Space Science Reviews, 12, 1971, pàg. 136.
- Moore, Patrick. On the Moon (en anglès).  Sterling Publishing Co, 2001. ISBN 0-304-35469-4.
- Price, Fred W. The Moon Observer's Handbook (en anglès).  Cambridge University Press, 1988. ISBN 0521335000.
- Rükl, Antonín. Atlas of the Moon (en anglès).  Kalmbach Books, 1990. ISBN 0-913135-17-8.
- Webb, Rev. T. W.. Celestial Objects for Common Telescopes, 6ª edición revisada (en anglès).  Dover, 1962. ISBN 0-486-20917-2.
- Whitaker, Ewen A. Mapping and Naming the Moon (en anglès).  Cambridge University Press, 2003. 978-0-521-54414-6.
- Wlasuk, Peter T. Observing the Moon (en anglès).  Springer, 2000. ISBN 1-85233-193-3.